# Кемпа-Любавська
Кемпа-Любавська (пол. Kępa Lubawska) — село в Польщі, у гміні Пацанув Буського повіту Свентокшиського воєводства.
Населення — 170 осіб (2011).
У 1975-1998 роках село належало до Келецького воєводства.

## Демографія
Демографічна структура на день 31 березня 2011 року:
|          | Загалом | Допрацездатний вік | Працездатний вік | Постпрацездатний вік |
| -------- | ------- | ------------------ | ---------------- | -------------------- |
| Чоловіки | 80      | 17                 | 49               | 14                   |
| Жінки    | 90      | 15                 | 44               | 31                   |
| Разом    | 170     | 32                 | 93               | 45                   |